# Sanseitō
Sanseitō (参政党?) è un partito politico di estrema destra in Giappone. È stato fondato nell’aprile 2020 su iniziativa di Sōhei Kamiya. Nelle elezioni per la Camera dei Consiglieri del 2022 ha ottenuto circa 1,77 milioni di voti, grazie ai quali Kamiya è stato eletto nella circoscrizione elettorale in cui si era candidato, portando il partito a ottenere lo status di rappresentazione a livello nazionale.
Durante le elezioni per la Camera dei consiglieri del 2022, ha fatto appello non solo a posizioni come il nazionalismo e l'opposizione alla globalizzazione, ma anche a gruppi contrari ai vaccini e all’uso delle mascherine, nonché ai sostenitori dell’agricoltura biologica.
A partire dalle elezioni parlamentari del 2024, il partito ha cercato di ampliare il proprio consenso promuovendo politiche economiche come la riduzione delle tasse. Il partito è riuscito a conquistare tre seggi tramite il sistema proporzionale. Conta inoltre oltre 140 rappresentanti eletti a livello locale e possiede sezioni territoriali diffuse in tutto il Paese.
Le rivendicazioni del partito includono elementi di teorie cospirazioniste anti-globaliste, come l’idea che il governo giapponese e i media sarebbero manipolati da "una certa élite" volta all’accumulazione di profitti, nonché riferimenti alla cosiddetta teoria della grande sostituzione.
Per queste caratteristiche, è stato classificato da alcuni studiosi e mezzi di informazione come un partito di estrema destra, di destra, o legato al complottismo. Tuttavia, nei materiali ufficiali e nei manifesti elettorali, tende a evitare tali contenuti, presentando invece proposte politiche più accessibili al grande pubblico, nel tentativo di attrarre un elettorato ampio e trasversale.
Il partito si ispira ai principi della democrazia partecipativa e ha ampliato la propria base d'appoggio coinvolgendo anche i cittadini non affiliati politicamente, affrontando tematiche solitamente associate alla sinistra giapponese, come l’agricoltura biologica e la critica all’uso di additivi alimentari. Attraverso iniziative come le assemblee cittadine e il coinvolgimento dei volontari nelle campagne elettorali, il partito ha incentivato la creazione di legami tra i propri sostenitori.

## Storia

### Origini
Il segretario, Sōhei Kamiya, è attivo da molti anni nell’ambito del conservatorismo e della destra giapponese. Nel 2007 è stato eletto consigliere comunale nella città di Suita, nella prefettura di Osaka, e nel 2012 si è candidato alla Camera dei Rappresentanti con il Partito Liberal Democratico, senza tuttavia essere eletto.
A partire dal 2013, Kamiya ha iniziato a trasmettere contenuti online tramite il canale YouTube ChGrandStrategy, invitando opinionisti conservatori e promuovendo le loro posizioni.
Attraverso attività di tipo politico-formativo e motivazionale, ha progressivamente costruito una base di sostenitori e sviluppato iniziative legate anche al mondo del business motivazionale. In questo periodo è stato intervistato più volte dalla rivista di destra Japanism, pubblicata dalla casa editrice Seirindō, con la quale ha in seguito stretto rapporti di collaborazione nel settore editoriale del partito.
Sanseitō è nato nel 2020 proprio grazie alla rete di contatti e al bagaglio di esperienze che Kamiya aveva costruito nel corso degli anni.
Il 17 marzo 2020 è stata presentata la registrazione formale come organizzazione politica e, l’11 aprile dello stesso anno, è avvenuta la fondazione ufficiale del partito. I membri fondatori del consiglio direttivo erano, oltre a Kamiya: lo youtuber KAZUYA, l’analista politico Yūya Watase, l’ex deputato della Camera bassa Manabu Matsuda e Jōichirō Shinohara, ex membro del Partito Comunista Giapponese. In fase di fondazione, circa 3.000 persone — in gran parte spettatori del canale YouTube — hanno aderito come membri. Kamiya ha assunto il ruolo di segretario generale; tuttavia, il suo nome compariva anche come rappresentante nei documenti ufficiali sul finanziamento politico, configurandosi di fatto come il leader del partito.
Alla fine del 2020, il partito ha iniziato a promuovere teorie del complotto legate alle elezioni negli Stati Uniti, sostenendo che in realtà Donald Trump avesse vinto. Ciò ha portato, nel corso del 2021, all’abbandono del partito da parte di molti membri fondatori, tra cui KAZUYA e Watase Yūya. In seguito, sono entrati nel partito nuove figure come Kunihiko Takeda, Yumi Akao e Toshiaki Yoshino.
Nel mese di ottobre 2021, in occasione dell'elezioni parlamentari, Sanseitō ha deciso di non presentare candidati.

### 2022
Il 10 luglio, in occasione della 26ª elezione della Camera dei consiglieri, Sanseitō ha candidato ben 50 membri: 45 nei collegi uninominali e 5 nella lista proporzionale. Solo Sōhei Kamiya è stato eletto nella circoscrizione proporzionale. Nessun candidato ha vinto nei collegi uninominali, e alcuni si sono autodefiniti “pedine sacrificabili” o “unità kamikaze”.
Nonostante il risultato, il partito è riuscito a prendere il 3,3% (1.768.385 voti) nella circoscrizione proporzionale, superando la soglia del 2% necessaria per soddisfare i requisiti legali per essere riconosciuto come partito politico, ottenendo così il diritto di ricevere finanziamenti pubblici, di presentare candidati con doppia candidatura (uninominale + proporzionale) alle elezioni della Camera dei Rappresentanti e di trasmettere messaggi politici televisivi.
Inizialmente, la campagna elettorale ha incontrato difficoltà, ma a partire da aprile 2022, la diffusione dei comizi tramite YouTube e altri social ha aumentato la visibilità del partito. Il 10 luglio, il numero di iscritti e sostenitori era cresciuto rapidamente, e Sanseitō aveva raccolto circa 520 milioni di yen in donazioni per la campagna.
A livello di voti proporzionali, il partito ha superato sia il Partito Socialdemocratico sia il Partito NHK. Nei collegi di Fukui, Saga e Miyazaki, Sanseitō ha ottenuto percentuali più alte rispetto ai candidati del Partito Comunista Giapponese; nella circoscrizione di Kumamoto, ha raggiunto il 4,4%, il suo risultato migliore.
Durante la pandemia, quasi tutti i candidati del partito hanno fatto campagna senza mascherina, sostenendo posizioni scettiche sui vaccini. Questo fervore è stato descritto dai media come il “fenomeno Sanseitō”, attirando ampia attenzione dopo il voto. Parallelamente, il partito è stato oggetto di forti critiche online per l’associazione con teorie antivacciniste, complottiste, pseudoscientifiche, spiritualiste e razziste.
L’11 settembre, alle elezioni comunali di Okinawa, il candidato ufficiale del partito Kazuya Shinri è stato eletto, rappresentando la prima vittoria elettorale locale diretta del partito (esclusi i cambi di gruppo da parte di consiglieri già eletti).
Il 23 ottobre, in occasione delle elezioni per il governatore della prefettura di Okinawa, Sanseitō ha deciso di non presentare un proprio candidato, firmando invece un accordo con il candidato Satoru Chinen (sostenuto da Partito Liberal Democratico e Kōmeitō), in quanto egli aveva accolto le posizioni del partito sull’approccio critico ai vaccini. Kamiya ha dichiarato che Sanseitō non è un partito a favore del PLD, ma qualora vi fosse convergenza sui contenuti programmatici, i sostenitori sarebbero invitati a votare di conseguenza.
Il 20 novembre, alle elezioni del consiglio comunale di Matsudo, il partito ha ottenuto per la prima volta due seggi nello stesso consiglio comunale, ma uno dei due consiglieri ha lasciato il partito due giorni dopo, lasciando un solo rappresentante.

### 2023
In aprile, alle elezioni amministrative, Sanseitō ha presentato 230 candidati, ottenendo 100 seggi, con un tasso di successo del 45,3%. Nei consigli prefetturali di 41 prefetture, ha conquistato 4 seggi (3 in più rispetto alla precedente composizione), in 17 consigli comunali di città designata ha ottenuto 3 seggi, mentre nelle elezioni municipali ha conquistato 80 seggi. Questo risultato è stato paragonabile a quello del Partito Democratico per il Popolo e ha superato quelli del Reiwa Shinsengumi e del Partito Socialdemocratico. Tuttavia, in 11 prefetture il partito non ha ottenuto alcun seggio. A causa del numero elevato di seggi disponibili, diversi candidati sono stati eletti con un basso numero di voti, classificandosi tra gli ultimi. L'obiettivo dichiarato del partito era presentare 400 candidati e ottenere una percentuale di elezione del 70%. Kamiya ha dichiarato che il risultato ottenuto valeva “60 punti” su 100.
Il 26 aprile, durante una conferenza stampa, Kamiya ha dichiarato che alle future elezioni non verranno candidati naturalizzati (cioè individui che sono diventati cittadini giapponesi attraverso la naturalizzazione). Nella pagina ufficiale per la candidatura, è stato specificato che i candidati devono avere la cittadinanza giapponese esclusiva e non devono essere naturalizzati.
Il 20 agosto, il segretario Kamiya ha tenuto un comizio con Kazuhiro Haraguchi del Partito Costituzionale Democratico del Giappone, durante il quale sono state espresse opinioni scettiche sull'efficacia dei vaccini contro il COVID-19. Il 22 agosto, Katsuya Okada, segretario generale del Partito Costituzionale Democratico, ha rimproverato verbalmente Haraguchi, affermando che l’evento avrebbe potuto far sorgere l’equivoco che vi fosse una collaborazione tra i due partiti.
Il 30 agosto, Manabu Matsuda ha rassegnato le dimissioni da rappresentante del partito, e Sohei Kamiya è stato nominato nuovo rappresentante, mantenendo anche il ruolo di segretario generale. Il cambio è avvenuto a seguito di dissensi interni sulla gestione del partito.
Nel mese di novembre, tre dei cinque membri noti come i "Goranger", ritenuti artefici del successo del partito, hanno lasciato o sono stati espulsi. Il 19 novembre, Toshiaki Yoshino, che era consulente, ha lasciato il partito, seguito il 23 novembre da Yumi Akao. Kunihiko Takeda ha ricevuto una raccomandazione formale a dimettersi da consulente e a lasciare il partito. Il rappresentante Kamiya ha dichiarato che Takeda stava complottando con Takashi Kawamura e Naoki Hyakuta del Partito Conservatore del Giappone per assumere il controllo del partito. Takeda ha risposto affermando di essere stato tradito dalla dirigenza di Sanseitō. Inoltre, il sito ufficiale del partito ha rimosso la sezione relativa ai consulenti. In questo periodo, numerosi consiglieri locali hanno abbandonato il partito, criticando la discrepanza tra la linea ufficiale partecipativa e la realtà gestionale interna.

### 2024
A partire da febbraio, la versione digitale della rivista Shūkan Bunshun ha pubblicato una serie di articoli riguardanti il partito Sanseitō. Secondo le testimonianze di ex membri dimissionari, sono stati sollevati diversi problemi interni al partito, tra cui i metodi di riscossione delle quote associative e l'obbligo di firmare un impegno scritto al momento del recesso.
Il 15 marzo, il partito ha annunciato la candidatura di Yoshikawa Rina per l’elezione suppletiva della 15ª circoscrizione di Tokyo alla Camera dei Rappresentanti, con voto previsto per il 28 aprile. Contestualmente, ha reso noto che non avrebbe presentato candidati per le suppletive nelle circoscrizioni di Shimane 1 e Nagasaki 3.
Il 28 aprile si sono svolte le votazioni: Yoshikawa si è classificata sesta su nove candidati, ottenendo il 5,06% dei voti. Non raggiungendo la soglia del 10% dei voti validi, ha perso la cauzione elettorale di 3 milioni di yen.
In occasione dell’elezione per il governatore di Tokyo del luglio 2024, il partito ha deciso di non presentare un proprio candidato. Tuttavia, il leader Kamiya ha sostenuto l’ex Capo di Stato Maggiore dell’Aeronautica, Toshio Tamogami, intervenendo a suo favore durante i comizi. Anche volontari e simpatizzanti del Sanseitō hanno offerto supporto alla campagna. Una parte della base elettorale del partito ha votato per Tamogami, che tuttavia non è stato eletto. Secondo gli exit poll del giorno del voto, circa il 30% degli elettori del Sanseitō ha espresso preferenza per Tamogami.
Per le elezioni parlamentari del 27 ottobre, il partito ha inizialmente pianificato la presentazione di candidati in tutti i collegi, ma ha successivamente ristretto l’area di interesse a quattro blocchi principali: Tokyo, Sud del Kantō, Kansai e Kyūshū, escludendo i blocchi del Nord del Kantō e del Tōkai. Questa riorganizzazione ha comportato una significativa redistribuzione dei candidati e numerosi ritiri.
Il 12 ottobre, al dibattito tra i leader di partito organizzato dal Japan National Press Club, il rappresentante Kamiya non ha potuto partecipare, in quanto l’invito era riservato ai partiti con almeno 5 seggi in Parlamento o con un risultato superiore al 2% alle più recenti elezioni nazionali.
Alle elezioni generali per la 50ª legislatura della Camera dei Rappresentanti, il partito ha presentato un totale di 95 candidati: 85 nei collegi uninominali e 10 nei blocchi proporzionali. Al termine dello scrutinio, tutti i candidati nei collegi uninominali sono stati sconfitti. Tuttavia, sono stati ottenuti tre seggi proporzionali: uno nel blocco del Sud del Kantō (Atsushi Suzuki), uno nel Kansai (Yūko Kitano, ripescata proporzionalmente) e uno nel Kyūshū (Rina Yoshikawa). Nei collegi uninominali, le percentuali di voto si sono attestate tra il 5% e il 10%, con un massimo del 17,5% nel 2º distretto della prefettura di Kumamoto.

### 2025
Il 9 maggio si è svolto lo scrutinio della prima elezione interna per la carica di rappresentante del partito dalla sua fondazione, con la riconferma del senatore Sōhei Kamiya. Oltre a Kamiya, avevano presentato la propria candidatura la deputata Rina Yoshikawa e Yūichirō Kawakami, vice-rappresentante del partito e consigliere della prefettura di Ishikawa. Kamiya ha ottenuto 169 voti, Yoshikawa 45 e Kawakami 36. Il sistema di voto prevedeva la distribuzione di 250 voti complessivi: 100 riservati ai parlamentari e membri del consiglio direttivo, 50 ai consiglieri locali, 50 ai dirigenti delle sezioni locali e 50 agli iscritti con ruolo operativo. Kamiya ha dichiarato: «Da fuori ci accusano di essere una dittatura. Voglio mostrare, sia dentro che fuori il partito, che la scelta del rappresentante avviene in base alla volontà dei membri». Atsushi Suzuki ha ricoperto il ruolo di presidente della commissione elettorale, affermando: «Questa elezione è fondamentale per dimostrare che siamo un partito democratico. Non si tratta di una semplice cerimonia». Ha inoltre sottolineato come fosse contraddittorio che un partito che invita i cittadini ad andare a votare non permettesse ai propri membri di partecipare alla scelta del leader. Il mandato del nuovo rappresentante è fissato in un massimo di tre anni.
Sempre nel mese di maggio, in vista delle elezioni ordinarie per la Camera dei Consiglieri, previste per luglio, il partito ha annunciato l’intenzione di presentare candidati in tutti i 45 collegi elettorali locali e nella circoscrizione proporzionale, con l'obiettivo di ottenere complessivamente sei seggi. Il numero totale di candidati, 53, rappresenta il secondo più alto dopo quello del Partito Liberal Democratico.
Il 15 giugno, durante le elezioni municipali, i candidati del partito sono risultati i più votati nelle elezioni per i consigli comunali delle città di Amagasaki (prefettura di Hyōgo), Nishio (prefettura di Aichi) e Awara (prefettura di Fukui).
Il 22 giugno, in occasione delle elezioni per l’Assemblea metropolitana di Tokyo, il partito ha presentato candidati in quattro circoscrizioni (Setagaya, Ōta, Nerima e Hachiōji), ottenendo l’elezione di tre candidati (tutti tranne quello di Hachiōji), e conquistando così per la prima volta dei seggi nell’assemblea metropolitana. Durante la campagna elettorale, l’ex capo di stato maggiore dell’aeronautica Toshio Tamogami ha partecipato attivamente con discorsi a sostegno dei candidati. Il leader Kamiya ha attribuito il successo allo slogan «Prima i giapponesi», ritenendolo particolarmente efficace tra gli elettori. Secondo il Tokyo Shimbun, una parte dell’elettorato tradizionalmente vicino al Partito Liberal Democratico si sarebbe spostata verso Sanseitō. Tra le principali proposte del partito in questa tornata elettorale figuravano: opposizione alla privatizzazione delle infrastrutture e all’ingresso di capitali stranieri, rafforzamento delle misure contro i reati e gli abusi commessi da stranieri, ripristino delle politiche educative promosse durante l’amministrazione Ishihara, riduzione del 50% dell’imposta municipale e abbassamento del costo della vita, oltre a interventi per la sicurezza alimentare e il miglioramento dei pasti scolastici.
Il 28 giugno, la senatrice Mizuho Umemura, già membro di Nippon Ishin no Kai, ha annunciato la propria adesione a Sanseitō. Con il suo ingresso, il partito ha raggiunto il numero di cinque parlamentari nazionali, soddisfacendo così entrambi i requisiti per essere riconosciuto come partito politico nazionale: almeno cinque membri eletti e una percentuale di voti pari o superiore al 2% alle ultime elezioni nazionali. Il 30 giugno è stato annunciato che Umemura si candiderà nella circoscrizione proporzionale alle elezioni parlamentari del 20 luglio 2025.

## Ideologia e politica
La politica del partito si compone di tre linee guida fondamentali e dieci obiettivi principali. Le tre linee guida sono: "Educazione dei bambini" (formare cittadini giapponesi con capacità di apprendimento superiori alle semplici conoscenze scolastiche e sviluppare uno spirito di amore per la propria terra); "Alimentazione, salute e tutela ambientale" (realizzare un sistema alimentare e sanitario che non dipenda da sostanze chimiche e promuovere un ambiente basato sulla circolarità); e "Difesa della nazione" (costruire un sistema in cui le forze straniere non possano interferire con la guida del Giappone).
Alle elezioni parlamentari del 2025, il partito ha presentato lo slogan "Prima i giapponesi", proponendo l’abolizione graduale dell’IVA, la revisione dei contributi previdenziali per ridurre il carico fiscale sui cittadini, il rafforzamento delle restrizioni sull'acquisto di terreni da parte di stranieri, il sostegno all'agricoltura per raggiungere un’autosufficienza alimentare del 100%, la promozione di un'educazione che offra pari opportunità, che coltivi l’orgoglio nazionale e l’amore per la famiglia, e l’ampliamento dei sussidi per la crescita dei figli. Ha inoltre dichiarato la propria opposizione alla doppia scelta del cognome per le coppie sposate, all’erogazione del welfare ai cittadini stranieri, alla legge per la promozione della comprensione LGBT e ai matrimoni tra persone dello stesso sesso.

### Le Dieci Colonne
Le politiche fondamentali si articolano in "10 colonne". Il segretario generale Kamiya ha dichiarato di "non essere stato affatto coinvolto nel processo di formulazione di queste '10 colonne'. (...) Ci sono parti che non coincidono con le mie idee, ma se i membri del partito sono d'accordo, per me va bene".
1. Costruzione di una società: Si propone la creazione di comunità in cui si possano coltivare in sicurezza i legami umani e il senso di realizzazione personale[56]
2. Costruzione di una vita sicura: Costruzione di un sistema sanitario che non dipenda da sostanze chimiche come farmaci e vaccini, diffusione di prodotti agricoli biologici sicuri, e raggiungimento del 100% di autosufficienza in prodotti agricoli, forestali e marittimi.[56]
3. Costruzione dell’economia: Le fonti di finanziamento previste sono la "riduzione degli sprechi tramite modifiche nella contabilità" e l'"emissione di titoli di stato", insieme all'introduzione di una valuta digitale a guida statale e la riduzione delle tasse attraverso politiche finanziarie attive.[105]
4. Formazione delle persone: Educazione fondata su una visione storica che promuova l’orgoglio nazionale e il rispetto per la tradizione, promozione di mense scolastiche sicure con prodotti biologici per migliorare la fertilità e contrastare il calo delle nascite.[56][106]
5. Sviluppo della scienza e della tecnologia: Promozione dell’innovazione tecnologica centrata sull’essere umano.[56]
6. Costruzione della difesa nazionale e della gestione delle crisi: Riforme legislative e affermazione dell'autodifesa.[56]
7. Costruzione di una diplomazia che generi armonia globale: Il Giappone guida la creazione di un nuovo ordine mondiale fondato sulla convivenza e sulla prosperità reciproca, seguendo l’ideale di “Hakko Ichiu” (tutto il mondo sotto lo stesso tetto).[56][107]
8. Costruzione di una politica e un’amministrazione trasparenti e condivise: Decentramento ispirato al sistema dei feudi dell’epoca Edo, eliminazione dei “politici di professione” e del sistema di collocamento post-carriera nei ministeri, attraverso un modello d’azione basato sulla professionalità e sul concetto di “grande felicità”.[56]
9. Costruzione di un sistema ambientale, energetico e territoriale: Utilizzo delle centrali nucleari esistenti e dei combustibili fossili, contenimento dei mega impianti solari dominati da capitali stranieri, revisione critica delle questioni legate al riscaldamento globale e alla necessità della neutralità carbonica.[56]
10. Costruzione dell’identità nazionale: Mantenimento della successione imperiale patrilineare, opposizione al divieto di discriminazione contro le persone LGBT (considerando che il Giappone è già un paese con bassa discriminazione), e ritorno a uno stile alimentare basato sul riso per recuperare lo "spirito Yamato".[56]

### Politica verso la Russia e posizione sull’invasione dell’Ucraina
Il partito adotta una posizione secondo cui anche l'Occidente e l'Ucraina hanno delle responsabilità nell’invasione russa dell’Ucraina. Manabu Matsuda, in un comizio, ha dichiarato: "Il conflitto in Ucraina è scoppiato per gli interessi dei globalisti". Il rappresentante Sōhei Kamiya, in un questionario per i candidati alle elezioni della Camera dei consiglieri del 2022, ha espresso l’opinione che le sanzioni economiche del governo giapponese contro la Russia dovrebbero essere allentate. Inoltre, nell'aprile 2023, durante una seduta del Parlamento, Kamiya ha affermato che "gli Stati Uniti hanno spinto l’Ucraina verso la guerra". Anche sul sito ufficiale del partito si sottolineano l’espansione verso est della NATO e il trattamento riservato ai cittadini di etnia russa in Ucraina come fattori alla base del conflitto, chiedendo al governo giapponese di abbandonare l’attuale linea dura verso Mosca in favore di una diplomazia più neutrale.

### Opposizione a LGBT e all'uguaglianza di genere
Il partito si oppone al matrimonio egualitario, alla legge per la promozione della comprensione delle persone LGBT, al sistema del cognome distinto facoltativo per le coppie sposate, nonché all’introduzione del cosiddetto “sistema delle quote” che riserva una percentuale fissa di candidature o seggi alle donne. In un sondaggio interno condotto nel 2022 tra i candidati alle elezioni per la Camera alta, il 78% dei 50 candidati del partito si è detto contrario alla legalizzazione del matronimico, il 94% contrario all’accoglienza di lavoratori stranieri e il 98% contrario al diritto di voto a livello locale per i residenti stranieri con permesso di soggiorno permanente.
All’epoca vicepresidente, Sōhei Kamiya ha dichiarato: “Se si seguisse alla lettera ciò che propone il Partito Comunista, il Giappone andrebbe in rovina. Più riduzione di CO₂, più LGBT, più gender-free — così non si può mantenere una comunità. Diversità, correttezza politica, e parità di genere sono comunismo.”

## Controversie

### Problemi legali
Il 30 gennaio 2023, il partito Sanseitō e cinque membri del consiglio direttivo sono stati citati in giudizio da 18 ex iscritti, che hanno presentato una richiesta di risarcimento danni basata sull'accusa di truffa. Secondo l’atto di citazione, il partito avrebbe raccolto quote associative e donazioni inducendo in errore i sostenitori, facendo loro credere, in quanto partito popolare, di avere un reale potere decisionale sulle politiche e sulla gestione interna. Tuttavia, nella pratica, agli iscritti non sarebbe stato concesso alcun diritto effettivo di partecipazione alle decisioni, comprese quelle relative alle candidature ufficiali. I querelanti hanno sostenuto che “i membri pagano, ma il potere effettivo è concentrato nelle mani del consiglio direttivo, in un sistema di fatto autoritario”, aggiungendo che anche le costose attività formative del partito, dovrebbero essere oggetto di rimborso.
Il 30 aprile 2025, il Tribunale distrettuale di Tokyo ha respinto le richieste dei querelanti. Dopo la sentenza, il gruppo degli ex membri ha tenuto una conferenza stampa, affermando che “questa decisione rischia di creare un precedente in base al quale a un partito nazionale sarebbe permesso fare qualsiasi cosa”, annunciando l’intenzione di presentare ricorso. Dal canto suo, Sanseitō ha dichiarato sulla piattaforma ufficiale X che “la decisione della magistratura ha riconosciuto la legittimità delle spiegazioni e delle condotte adottate dal partito”.
Il 31 gennaio 2023, l’allora vicepresidente del partito Sanseitō, Sohei Kamiya, ha affermato durante un comizio che “tra i dirigenti del Partito NHK vi sono persone legate a gruppi estremisti di sinistra o alla criminalità organizzata”. A seguito di tali dichiarazioni, il 2 febbraio, il Partito NHK (oggi noto come Seijika Joshi 48-tō) ha intentato una causa per diffamazione, chiedendo un risarcimento di 100 milioni di yen contro Kamiya e il partito Sanseitō.
Nel marzo 2023, il Sanseitō ha denunciato il Seijika Joshi 48-tō per disturbo sistematico ai comizi, ma l’ex leader del NHK Party, Takashi Tachibana, ha definito la denuncia come “falsa accusa”. A settembre 2023, la procura ha deciso di non procedere con l'accusa penale.

### Dichiarazioni e polemiche sul memoriale di "Himeyuri no Tō"
Nel maggio 2025, il presidente di Sanseitō, Sōhei Kamiya, ha difeso le controverse dichiarazioni del senatore PLD Shōji Nishida secondo cui le spiegazioni storiche presso il memoriale di Himeyuri no Tō (Torre Himeyuri, dedicata alle studentesse morte nella battaglia di Okinawa) rappresenterebbero una “riscrittura della storia”. Kamiya ha affermato che tali commenti “non sono sostanzialmente errati” e ha dichiarato: “L’esercito giapponese non ha ucciso i civili della prefettura di Okinawa” e che “ha combattuto per difendere Okinawa”. Ha inoltre aggiunto che questa è “la posizione ufficiale del partito in materia di storia”. Intervistato dal quotidiano Ryūkyū Shinpō, Kamiya ha ammesso che ci furono anche atti di violenza da parte dell’esercito giapponese, ma ha criticato l’enfasi unilaterale posta su tali episodi, affermando che essa contribuisce a una percezione distorta. In un’intervista a Yaeyama Nippō, ha dichiarato che insistere solo sulle colpe del Giappone porta a considerare gli Stati Uniti come i “buoni”, il che ostacolerebbe le trattative per la restituzione delle basi militari. Kamiya ha anche avvertito che la narrazione unilaterale della guerra può approfondire la divisione psicologica tra Okinawa e il resto del Giappone.
Queste affermazioni hanno suscitato forti critiche da parte dei media e della società civile di Okinawa. Okinawa Times e Ryūkyū Shinpō hanno accusato Kamiya di “minimizzare le responsabilità” e di “distorcere i fatti storici”. Storici e accademici locali, come il professor emerito Masaya Ishihara dell’Università Internazionale di Okinawa, hanno affermato che “l’esercito giapponese non difendeva i civili, ma il sistema imperiale”, mentre il docente Akira Kawamitsu ha condannato l’uso retorico delle sofferenze legate agli attacchi kamikaze per scopi politici.
Kamiya è stato anche criticato per aver citato i piloti suicidi (tokkōtai) come esempio di “sacrificio per la patria”, in un contesto che molti osservatori hanno ritenuto inappropriato. Ryūkyū Shimpō ha espresso il timore che tale retorica rappresenti una negazione dell’educazione pacifista postbellica e un pericoloso passo verso una nuova fase militarista. Un candidato di Sanseitō per le elezioni della Camera Alta nella circoscrizione di Okinawa ha sostenuto Kamiya, affermando che “dovremmo essere grati ai tokkōtai”.
Durante un evento politico a Okinawa il 22 giugno, il dirigente elettorale Ken’ya Inoshita ha definito il Museo della Pace una “propaganda”. Il consigliere municipale Kazunari Shinri ha aggiunto che “non c’è bisogno di scusarsi come fanno altri partiti”. Tuttavia, il 25 giugno, Kamiya ha preso le distanze da Inoshita, affermando che “si è presentato da solo come membro del partito” e criticando i media per non aver verificato le sue credenziali. Ciononostante, i resoconti giornalistici dimostrano che Inoshita aveva partecipato ad eventi ufficiali del partito in veste di “consulente politico” già dal 15 giugno.

## Risultati elettorali
| Elezione | Maggioritario | Maggioritario | Proporzionale | Proporzionale | Seggi   |
| Elezione | Voti          | %             | Voti          | %             | Seggi   |
| -------- | ------------- | ------------- | ------------- | ------------- | ------- |
| 2024     | 1.357.189     | 2.50%         | 1.870.347     | 3.43%         | 3 / 465 |